# (100740) 1998 DP22
(100740) 1998 DP22 es un asteroide perteneciente al cinturón de asteroides descubierto el 24 de febrero de 1998 por el equipo del Spacewatch desde el Observatorio Nacional de Kitt Peak, Arizona, Estados Unidos.

## Designación y nombre
Designado provisionalmente como 1998 DP22.

## Características orbitales
1998 DP22 está situado a una distancia media del Sol de 2,690 ua, pudiendo alejarse hasta 3,246 ua y acercarse hasta 2,135 ua. Su excentricidad es 0,206 y la inclinación orbital 10,50 grados. Emplea 1612,20 días en completar una órbita alrededor del Sol.

## Características físicas
La magnitud absoluta de 1998 DP22 es 15,6. Tiene 5,214 km de diámetro y su albedo se estima en 0,039. 